# Aslaidon Zaimaj
Aslaidon Zaimaj, född 1993, är en albansk sångare som är bosatt i Italien. Han vann den fjärde upplagan av The Voice of Albania våren 2015.
Zaimaj är uppvuxen i Pisa i Italien. Under hösten 2014 deltog han i auditions till TV-programmet The Voice of Albania. Han kom med i programmets livesända del och lyckades väl där ta sig till finalen. Där ställdes han mot favorittippade Albina Kelmendi, men lyckades vinna tävlingen.
Efter att ha vunnit The Voice ställde han direkt upp i Top Fest 12, en av Albaniens större musikfestivaler, med sitt bidrag "Vetëm do ia dal". Han tog sig till semifinalen, där han framförde sitt bidrag live för första gången. Hans bidrag var populärt hos juryn, som gav honom en plats i tävlingens final 31 maj 2015. Han vann inte finalen, men tilldelades priset Artist to Watch. 
Hösten 2015 deltog han i den första fasen av Kënga Magjike 2015 med låten "Më jep fajin" som komponerats av Mario Deda. Han fick dock inte framföra sitt bidrag i semifinalerna av tävlingen.
I december 2015 deltar Zaimaj i den sista för året och den mest anrika av Albaniens stora musikfestivaler då han ställer upp i Festivali i Këngës 54 med låten "Merrme që sot" som skrivits av Big Basta med musik av Briz Musaraj. Han deltar i tävlingens första semifinal 25 december 2015.

### Fotnoter
1. ↑  ”Aslaidon Zaimaj është fituesi i “The Voice of Albania 4”” (på albanska). Historia Ime. 2 januari 2015. Arkiverad från originalet den 10 december 2015. https://web.archive.org/web/20151210182132/http://historia-ime.com/2015/01/02/aslaidon-zaimaj-eshte-fituesi-i-the-voice-of-albania-4/. Läst 8 december 2015.
2. ↑  Brey, Marco (16 oktober 2015). ”Albania: National final entries presented” (på engelska). Eurovision.tv. http://www.eurovision.tv/page/news?id=albania_national_final_entries_presented.